# Myrmotherula surinamensis
El hormiguerito de Surinam u hormiguerito rayado (en Colombia) (Myrmotherula surinamensis), también denominado hormiguerito rayado de las Guayanas (en Venezuela), es una especie de ave paseriforme de la familia Thamnophilidae perteneciente al numeroso género Myrmotherula. Es nativa del escudo guayanés en Sudamérica.

## Distribución y hábitat
Se distribuye por el sur de Venezuela (sur de Delta Amacuro, Bolívar, Amazonas), extremo este de Colombia (este de Guainía), Guyana, Surinam, Guayana francesa, y norte de Brasil (río Branco y al norte del río Amazonas hacia el este hasta Amapá).

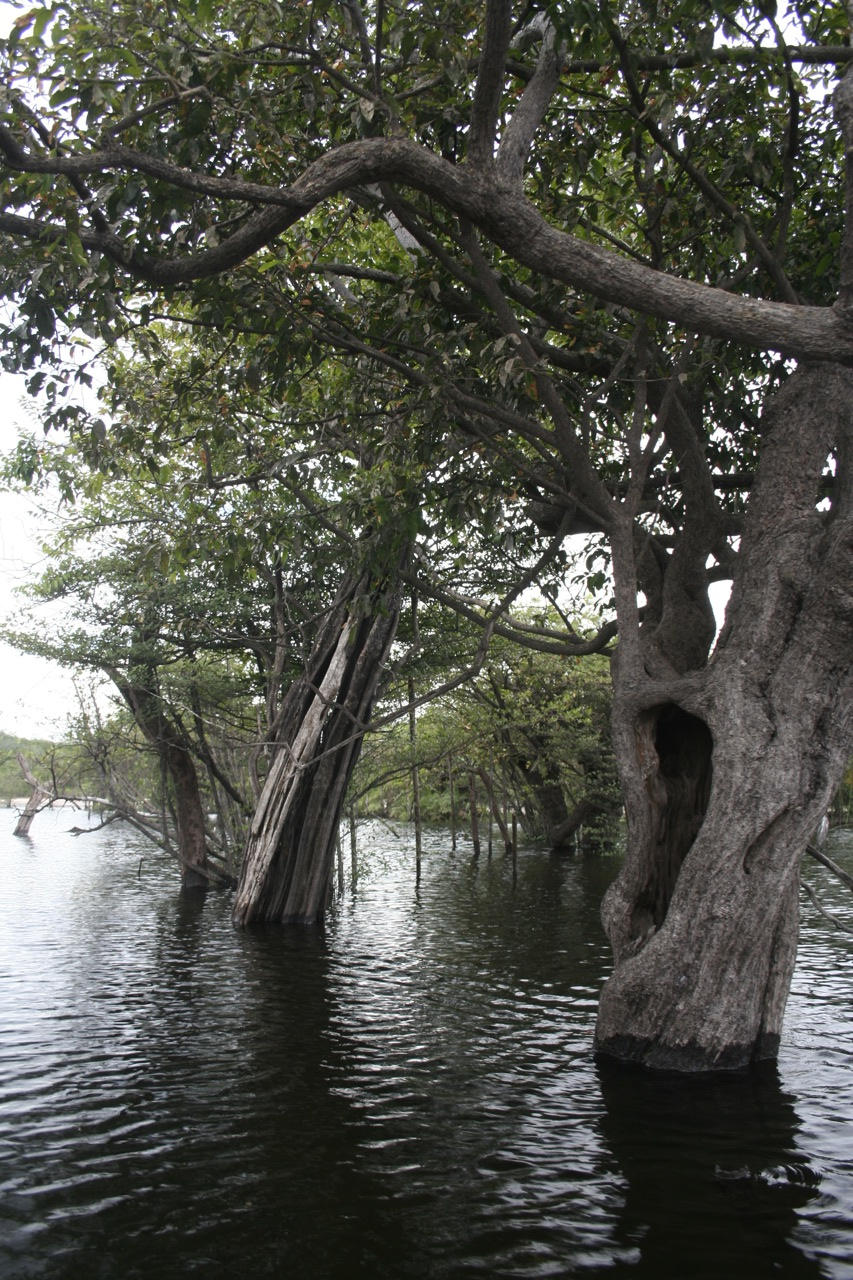
Igapó en Brasil, ejemplo de hábitat de la especie.

Esta especie es considerada poco común en su hábitat natural: las márgenes arbustivas de ríos y lagos, hasta los 400 m de altitud. Es una especie propia del sotobosque y el estrato medio de bosques de várzea, igapós y crecimientos arbustivos secundarios.

## Estado de conservación
El hormiguerito de Surinam ha sido calificado como vulnerable por la 
Unión Internacional para la Conservación de la Naturaleza (IUCN), debido a la sospecha de que, con base en modelos de deforestación de la Amazonia, irá a perder alrededor del 33% de su hábitat preferencial dentro de su zona de distribución a lo largo de tres generaciones. Dada la susceptibilidad de la especie a la degradación y fragmentación de su hábitat, se estima que su población, todavía no cuantificada, irá a decaer alrededor del 30% a lo largo de las dichas tres generaciones (15 años).

## Sistemática

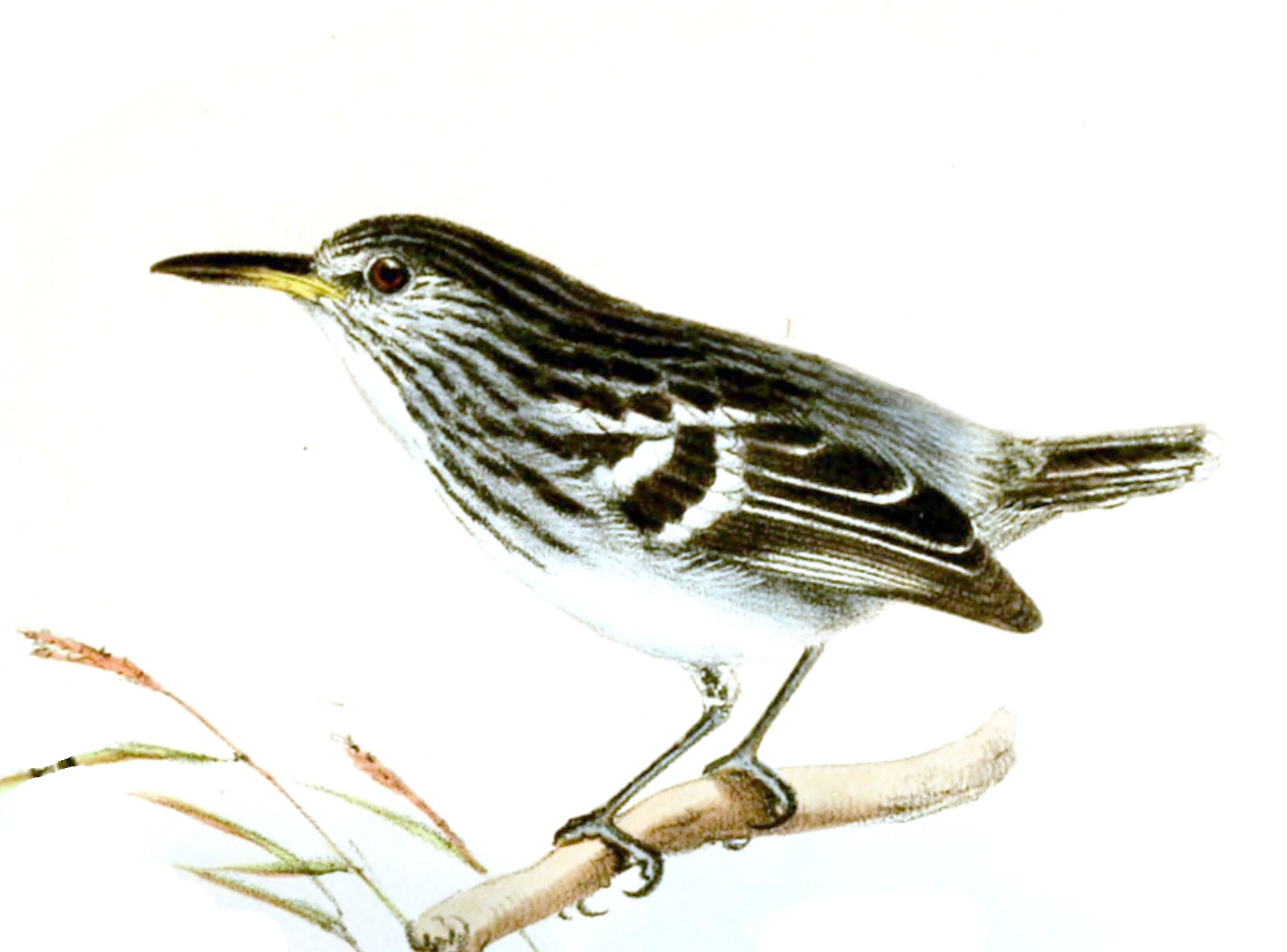
Myrmotherula surinamensis, ilustración de Joseph Wolf para Proceedings of the Zoological Society of London, 1858.

### Descripción original
La especie M. surinamensis fue descrita por primera vez por el naturalista alemán Johann Friedrich Gmelin en 1788 bajo el nombre científico Sitta surinamensis; la localidad tipo es «Surinam».

### Etimología
El nombre genérico femenino «Myrmotherula» es un diminutivo del género Myrmothera, que se compone de las palabras del griego «murmos» que significa ‘hormiga’ y «thēras» que significa ‘cazador’; y el nombre de la especie «surinamensis», se refiere al local de su descripción original, Surinam.

### Taxonomía
Los datos genéticos y morfológicos indican que esta especie, junto a Myrmotherula brachyura, M. ignota, M. ambigua, M. sclateri,  M. multostriata, M. pacifica, M. cherriei, M. klagesi y M. longicauda representan un grupo monofilético: el grupo de hormigueritos estriados.
Hasta recientemente fue tratada como conespecífica con M. pacifica y M. multostriata, pero las características vocales y de plumaje indican que se tratan de tres especies separadas. Es monotípica.